# 钻石吧
鑽石吧，又音譯戴蒙德巴是位于美国加州洛杉矶县郊外的一个城市。“鑽石吧”这个名字源于Frederick E. Lewis所注册的钢铁品牌“diamond over a bar”。目前市长为Ron Everett。根据美国人口调查局2000年统计，人口为56,287。其中亚裔占42.76%、白人占41.05%、非裔占4.76%、美国原住民占0.33%、太平洋岛民占0.12%、其他族裔占6.78%。有4.21%拥有两种族裔以上血统。西语裔或拉丁裔为18.46%。

## 名人
- 亚历克丝·摩根（Alex Morgan），美國女子足球隊隊員。